# Anoditica
Anoditica é um gênero de traça pertencente à família Agonoxenidae.